# 診療情報管理士
診療情報管理士（しんりょうじょうほうかんりし）とは、四病院団体協議会（日本病院会、全日本病院協会、日本医療法人協会、日本精神科病院協会）および医療研修推進財団が付与する民間資格(資格称号)のこと。受験資格は日本病院会が設ける診療情報管理通信教育を受講するか、診療情報管理士受験認定指定校にて必須科目を履修することで得ることができる。
当初、診療録管理士という名称だったが1996年4月から現在の名称に変更された。
主な業務内容として、診療録の物理的な管理や内容の精査を行う「物の管理」、診療情報をコーディングするなどしてデータベースを構築する「情報の管理」、構築されたデータベースから必要な情報を抽出・加工・分析する「情報の活用」がある。
診療情報管理士として認定されている者は、2024年時点で47,000人あまり。

## 歴史
- 19世紀後半から20世紀初頭、診療情報管理士が米国で誕生[5][6]
- 1945年　国立東京第一病院（現国立国際医療研究センター）が設置[7]
- 1949年　国立東京第一病院敷地内に医療教育機関として国立病院管理研修所（後の病院管理研究所、現国立保健医療科学院）が設置[7]
- 1951年　国立東京第一病院に初の「病歴室」が設置[7][8]
- 1954年　栗田静枝がヘリックメモリアル病院診療記録ライブラリアン学校（米カリフォルニア州）へ留学[5]
- 1956年　帰国した栗田静枝が聖路加国際病院に復職、診療録記録管理室を創設し、診療情報管理の原点的業務（疾病統計・手術統計作成など）を開始[5]
- 1964年　厚生省病院管理研究所における「病歴管理事務研修科」の研修が開始、診療情報管理士教育のきっかけとなる[8][9]
- 1967年　日本病院協議会に病歴研究会が設置[5]
- 1972年　診療情報管理士養成通信講座の開講（現 日本病院会）[2][10][9]
- 1974年　日本診療録管理協会（1974～2007）が発足し、栗田静枝が初代会長に就任[2][7][5]
- 1975年　日本診療録管理学会設立[2]
- 1990年　「公益信託栗田静枝診療録管理普及基金」が厚生省により認可[2]
- 1995年　（財）日本医療機能評価機構設立[2]
- 1996年　資格認定名称が診療録管理士から診療情報管理士に変更[2][7]
- 1997年　病院機能評価事業が開始[2]
- 1998年　診断群分類別包括支払い制度（DPC/PDPS）の試行導入[7]
- 2000年　診療録管理体制加算が新設[2]
- 2003年　特定機能病院等にDPC/PDPSが導入[2]
- 2003年　四病院団体協議会が実施する2年間の通信教育による診療情報管理士養成が開始[10]
- 2004年　国立病院、民間病院にDPC/PDPSが導入[2]
- 2005年　個人情報保護法が施行[2]
- 2006年　日本診療録管理学会が「診療情報管理士指導者」の認定を開始し、第1期認定者が誕生[2][11]
- 2007年　日本診療録管理協会が解散し、日本診療情報管理士会が発足[2]
- 2009年　日本診療録管理学会が日本診療情報管理学会に名称変更[2]
- 2014年　診療録管理体制加算Ⅰの新設[2]

## 診療情報管理士の業務
日本診療情報管理学会が発行する「診療情報管理士業務指針」によると、診療情報管理士の業務には以下が含まれる。

### 診療情報を体系的・一元的に管理する業務
診療情報の管理体制の整備
- 診療情報の管理方式、設備・機器の設置、診療情報管理のための諸規則等の整備に努める。
- 所定の様式と手順をもとに記録し、患者ごと体系的に集約を行うとともに、各部門から発生する診療情報や複数の診療科を受診した際に発生した他科の診療情報も一元的に参照できるような診療記録を作成する。

診療記録の迅速な完成を支援する業務
- 診療情報管理士は、診療記録の完成状況を把握し、迅速な完成を促進・支援する。
- また、退院時要約の作成・「説明と同意」に関する同意文書・入院診療計画書は診療報酬の要件にもなっているため、遅滞があれば、督促することも行う。

チーム医療の円滑な実施に向けて情報共有を支援する業務
- 各部門の記録やカンファレンス記録に不備がないか重点的に点検し、必要であれば改善を要請する。

- また、診療科間や部門間の情報共有や相互参照に問題があれば、問題解決に努め、情報共有を支援する立場から、多職種による合同カンファレンスに、参加することを考慮する。

### 診療情報を安全に保存・管理する業務
診療情報の漏えい・棄損・改ざんを防止する業務
- 情報システム管理部門と連携して、システム機能上の対策・整備を行うとともに、国の「医療情報システムの安全管理に関するガイドライン」に従って運用上の規則を定め、その遵守・励行に努める。
- また、漏えい・棄損・改ざん防止の観点から、診療情報を記録・参照する際のIDとパスワード等をはじめとした規則の徹底を行う。

事故または災害時の診療情報管理
- 他部門と連携して、事前にシステム障害時の対応手順をマニュアルとして詳細に定める。
- また、障害発生時の業務の継続に向けた計画・手順を作成しておくことや、災害時において一定の診療が継続できるように、遠隔の別システムへ診療情報をバックアップしておく。

### 診療情報を点検・管理する業務
必要な診療情報が記載されているか点検する業務
- 診療情報の記録指針などで体系化された診療情報が遅滞なく記録されているかを点検する。
- また、入院医療においては、体系的・一元的に管理できているかどうかを退院時に確認を行うことや、入院診療情報として必須となる「入院診療計画書」や「退院時要約」などの記録の有無を点検・確認する。
- さらに、診療情報の内容が、患者の入院目的に応じた記録となっているかを点検・確認する。

診療情報の内容が適切かつ合理的に記録されているか点検する業務
- 診療情報は、内容が明快で略語の多用を避けた記録が必要であり、また論理的な不整合がないことが求められるため、これらの観点から診療記録の合理性と有用性を確認する。
- 傷病名と治療の整合性、入院診療計画の内容と入院目的・期間の妥当性等について内容が適切かつ合理的かどうか点検し、必要に応じて改善・整備の支援を行う。
- また、一元管理されている診療情報を共有してチーム医療に有効に活用されているかを点検し、問題点があれば改善に努める。

安全で質の高い医療が提供されたか評価する取り組みを支援する業務
- 診療情報から検討対象となる症例を抽出し、評価に必要な診療情報や数値・指標を準備する。
- また、点検の過程で安全性の問題を発見した場合、医療安全管理委員会などにおいて問題点を報告し対応策を提案するなど、病院の質・安全の向上への取り組みに関与する。

### 個人情報としての診療情報を保護する業務
個人情報保護に関する規則を整備してその周知・徹底を図る業務
- 国の「医療・介護関係事業者における個人情報の適切な取扱いのためのガイダンス」[13]を理解し、自ら遵守するとともに、医療従事者・関係者による患者の個人情報の取り扱いが適正に行えるように支援する。

診療情報の閲覧・参照、またはアクセス権限に関する規則を整備し運用する業務
- 診療情報の閲覧・参照にあたり、職種や立場に応じて制約を設ける必要があり、情報システム管理部門と連携して、その制約範囲を定める。
- 電子カルテを取り扱う病院は、情報システム管理部門と連携し、「不正閲覧」の定義を明確に定めたうえで、不正閲覧の防止対策を講じる。

患者自身の診療情報について開示請求に対応する業務
- 個人情報保護法に基づいて患者から自分の診療情報の開示を求められた場合、個人情報担当者と連携し、患者の診療データの閲覧や書面での交付を遅滞なく行う。
- また、その開示方法は、「医療・介護関係事業者における個人情報の適切な取扱いのためのガイダンス」を参照し、実施する。

### 病院の管理・運営のための業務
診断名等コード化と分析　
- 診療情報管理士は、DPC制度、DPCデータの内容と整備手順を十分に踏まえて、選択された主傷病名、副傷病名、DPC診断群分類等の妥当性等を検討し、退院時の確定主傷病名としてコーディング行い、医師の確認を受ける。

退院時要約を始めとする診療情報による管理統計
- 退院時要約の迅速な完成を支援し、その情報を用いた病院の管理・運営に関する基本的な統計分析（在院日数分析・入退院経路分析など）を行う。

医療の質と安全の確保に向けた取り組み
- 病院が設置した医療安全委員会で、高度な治療技術の成果指標、褥瘡の発生率や転倒・転落の件数など医療の質と安全の確保の観点から、検討すべき臨床指標を選択・提案し、その動向を報告する。

### 診療情報の活用に向けたデータ処理・提供業務
診療情報に研究・教育への活用
- 調査・研究のためのデータ抽出や教育・研修のための教材の提示では、提出するデータの範囲を検討し、必要に応じて匿名化処理を行うことや、医師が自らの診療実績として研鑽を図る場合には、診療情報から抽出可能な範囲を規則として定め、患者の基本情報を適切に匿名化する。
- また、個人情報の流出の恐れがある際には、必要な措置を迅速に講じる。

法に基づいた診療情報提供の要請に対応する業務
- 警察または検察等の捜査機関から診療情報の提供を要請された場合、その手続きや手順が適正であることを確認し、必要な診療情報を提供する。
- 診療情報の提供の要請には、診療情報管理士が対応し、提供に伴う「提供先・目的・提供日時・提供範囲」を適正に管理する。

## 世界各国の診療情報管理士

### 米国の診療情報管理士
米国では1970年代より、米国健康情報管理協会(American Health Information Management Association; AHIMA)の前身である米国医療記録協会(American Medical Record Association; ARMA)により、登録診療録管理者(Registered Record Administrator; RRA)の資格が供与されていた。2000年にはRRAから登録健康情報管理者(Registered Health Information Administrator; RHIA)に名称変更されたが、それは日本での診療録管理士から診療情報管理士への名称変更(1996年)よりも4年遅れてのことであった。
RHIA認定資格の保有者に期待されるスキルとして、健康情報と診療記録の管理があり、それには診療の質評価のための診療関連データ記録システムの管理が含まれる。RHIA有資格者には、医療・法律・倫理の各基準を満たすようなシステムを設計・管理し、個々の患者の診療記録が完全かつ機密であり、診療に関わらない個人から保護されるよう監視する責任が求められている。

## 診療録管理体制
平成12 (2000)年の診療報酬改定において、診療録管理体制加算が新たに設けられた。そこでは「診療録管理費任者等を配置するなど一定水準以上の診療録の管理体制を確保し、かつ現に患者に対し診療情報の提供が行われている医療機関に対して、診療録管理体制加算を新設する」とされていた。
診療録管理体制加算は、必ずしも診療情報管理士の民間資格を有している必要はないが、1名以上の専任の診療記録管理者が配置されていることが要件である。
令和6 (2024)年診療報酬改定においては、診療報酬は入院患者1名につき入院初日に限り、診療録管理体制加算１は140点、診療録管理体制加算２は100点、診療録管理体制加算3は30点を加算できることとなっている。その施設基準は以下のようであり、従来と比して非常時に備えたサイバーセキュリティ対策等の整備に係る要件及び評価が見直されている。
| 名称                 | 点数  | 施設基準 |
| 診療録管理体制加算１ | 140点 | 1. 診療記録（過去５年間の診療録並びに過去３年間の手術記録、看護記録等）の全てが保管・管理されていること。 2. 中央病歴管理室が設置されており、「医療情報システムの安全管理に関するガイドライン」（平成25年10月10日政社発1010第１号）に準拠した体制であること。 3. 診療録管理部門又は診療記録管理委員会が設置されていること。 4. 診療記録の保管・管理のための規定が明文化されていること。 5. 年間の退院患者数2,000名ごとに１名以上の専任の常勤診療記録管理者が配置されており、うち１名以上が専従であること。なお、診療記録管理者は、診療情報の管理、入院患者についての疾病統計（ＩＣＤ10による疾病分類等）を行うものであり、診療報酬の請求事務（ＤＰＣのコーディングに係る業務を除く。）、窓口の受付業務、医療機関の経営・運営のためのデータ収集業務、看護業務の補助及び物品運搬業務等については診療記録管理者の業務としない。なお、当該専従の診療記録管理者は医師事務作業補助体制加算に係る医師事務作業補助者を兼ねることはできない。 6. 入院患者についての疾病統計には、ＩＣＤ（国際疾病分類）上の規定に基づき、４桁又は５桁の細分類項目にそって疾病分類がなされていること。 7. 以下に掲げる項目をすべて含む電子的な一覧表を有し、保管・管理された診療記録が、任意の条件及びコードに基づいて速やかに検索・抽出できること。なお、当該データベースについては、各退院患者の退院時要約が作成された後、速やかに更新されていること。また、当該一覧表及び診療記録に係る患者の個人情報の取扱いについては、「医療・介護関係事業者における個人情報の適切な取扱いのためのガイドライン」（平成16年12月24日医政発第1224001号等）に基づく管理が実施されていること。 1. 退院患者の氏名、生年月日、年齢、性別、住所（郵便番号を含む。） 2. 入院日、退院日 3. 担当医、担当診療科 4. ＩＣＤ（国際疾病分類）コードによって分類された疾患名 5. 手術コード（医科点数表の区分番号）によって分類された当該入院中に実施された手術 8. 全診療科において退院時要約が全患者について作成されていること。また、前月に退院した患者のうち、退院日の翌日から起算して14日以内に退院時要約が作成されて中央病歴管理室に提出された者の割合が毎月９割以上であること。なお、退院時要約については、全患者について退院後30日以内に作成されていることが望ましい。 9. 患者に対し診療情報の提供が現に行われていること。なお、この場合、「診療情報提供に関する指針」（平成15年９月12日医政発第0912001号）を参考にすること。 10. 許可病床数が200床以上の保険医療機関については、「安全管理ガイドライン」に基づき、専任の医療情報システム安全管理責任者を配置すること。また、当該責任者は、職員を対象として、少なくとも年１回程度、定期的に必要な情報セキュリティに関する研修を行っていること。ただし、令和６年３月31日において、現に当該加算に係る届出を行っている保険医療機関（許可病床数が200床以上400床未満のものに限る。）については、令和７年５月31日までの間、当該基準を満たしているものとみなす。 11. 非常時に備えた医療情報システムのバックアップを複数の方式で確保し、その一部はネットワークから切り離したオフラインで保管していること。また、例えば、日次でバックアップを行う場合、数世代（少なくとも３世代）確保する等の対策を行うこと。 なお、ネットワークから切り離したオフラインで保管していることについては、医療情報システム・サービス事業者との契約書等に記載されているか確認し、当該契約書等の記載部分についても届出の添付資料とすること。 12. 「安全管理ガイドライン」に基づき、非常時を想定した医療情報システムの利用が困難な場合の対応や復旧に至るまでの対応についての業務継続計画（以下単に｢ＢＣＰ｣という。）を策定し、医療情報システム安全管理責任者の主導の下、少なくとも年１回程度、定期的に当該ＢＣＰに基づく訓練・演習を実施すること。また、その結果を踏まえ、必要に応じて改善に向けた対応を行っていること。訓練・演習については、診療を中断して実施する必要はないが、より実効性のあるものとするために、必要に応じてシステム関連事業者も参加した上で行うこと。 なお、当該ＢＣＰには「安全管理ガイドライン」の経営管理編「情報セキュリティインシデントへの対策と対応」、企画管理編「非常時（災害、サイバー攻撃、システム障害）対応とＢＣＰ策定」等に記載している事項について含める必要がある。また、作成に当たっては関係団体等が作成したマニュアル（医療機関におけるサイバーセキュリティ対策チェックリスト）についても参考にすること。 |
| 診療録管理体制加算２ | 100点 | 1. １の(１)から(10)までを満たしていること。 |
| 診療録管理体制加算３ | 30点  | 1. １の(１)から(４)まで、(９)及び(10)を満たしていること。 2. １名以上の専任の診療記録管理者が配置されていること。 3. 入院患者についての疾病統計には、ＩＣＤ大分類程度以上の疾病分類がされていること。 4. 保管・管理された診療記録が疾病別に検索・抽出できること。 5. 全診療科において退院時要約が全患者について作成されていること。 |

## 診療情報管理士認定試験
出典: 
主催者
一般社団法人　日本病院会
開催日
年1回　2月第2日曜日
受験資格
日本病院会が指定する通信教育を終了するか認定指定校で指定単位を習得し、卒業した者または3年生以上で卒業見込みの者。
試験内容
診療情報管理士テキストなどの内容を中心に出題される。
・基礎分野: 医療概論、人体構造・機能論、臨床医学(総論、各論 I 〜 VIII)、医学・医療用語
　基礎分野の受験は、医師、歯科医師、看護師（保健師、助産師）、薬剤師、診療放射線技師、臨床検査技師、理学療法士、作業療法士、視能訓練士、言語聴覚士、歯科衛生士、歯科技工士、臨床工学技士、義肢装具士、救急救命士、あん摩マッサージ指圧師、はり師、きゅう師、柔道整復師のいずれかの日本国の免許を有する場合、免除可能。
・専門分野: 医療管理(総論、各論 I 〜 III)、保健医療情報学、医療統計 I・II、診療情報管理 I 〜 III、国際統計分類 I・II
　免許保有による専門分野の免除はない。

### 認定指定校
（2024年9月現在）
| 都道府県 | 大学名                                                         |
| 北海道   | 北海道情報大学                                                 |
| 宮城     | 東北福祉大学                                                   |
| 栃木     | 国際医療福祉大学                                               |
| 群馬     | 群馬医療福祉大学短期大学部, 高崎健康福祉大学                   |
| 東京     | 日本薬科大学, 国際医療福祉大学, 東京医療保健大学, 帝京平成大学 |
| 新潟     | 新潟医療福祉大学                                               |
| 石川     | 金城大学                                                       |
| 愛知     | 名古屋産業大学                                                 |
| 三重     | 鈴鹿医療科学大学                                               |
| 京都     | 京都橘大学, 福知山公立大学                                     |
| 岡山     | 川崎医療福祉大学                                               |
| 広島     | 広島国際大学                                                   |
| 沖縄     | 名桜大学                                                       |

| 都道府県 | 専門学校名 |
| 北海道   | 青山建築デザイン・医療事務専門学校, 大原医療福祉専門学校, 札幌医療秘書福祉専門学校, 北海道ハイテクノロジー専門学校                                                                   |
| 宮城     | 仙台医療秘書福祉＆IT専門学校, 東北文化学園専門学校 |
| 茨城     | 筑波研究学園専門学校, 水戸経理専門学校 |
| 群馬     | 中央情報経理専門学校 |
| 埼玉     | 大原医療秘書福祉専門学校 大宮校, 大宮医療秘書専門学校 |
| 千葉     | 千葉医療秘書＆IT専門学校 |
| 東京     | 東京医療秘書福祉&ＩＴ専門学校, 早稲田速記医療福祉専門学校 |
| 神奈川   | 横浜スポーツ&医療ウエルネス専門学校, 横浜医療秘書専門学校 |
| 新潟     | 国際メディカル専門学校 |
| 富山     | 富山情報ビジネス専門学校 |
| 山梨     | 専門学校甲府医療秘書学院 |
| 愛知     | あいちビジネス専門学校, 名古屋医専, 名古屋医療秘書福祉&ＩＴ専門学校 |
| 京都     | 京都栄養医療専門学校 |
| 大阪     | 大阪医療技術学園専門学校, 大阪医療秘書福祉&ＩＴ専門学校, 日本医療秘書専門学校, ユービック情報専門学校                                                                                |
| 岡山     | 専門学校岡山情報ビジネス学院, 専門学校岡山ビジネスカレッジ |
| 愛媛     | 河原医療大学校 |
| 福岡     | 専門学校福岡医療経営学院, 麻生医療福祉＆保育専門学校, F・Cフチガミ医療福祉専門学校, 大原医療スポーツ製菓専門学校 北九州校, 大原保育医療福祉専門学校 福岡校, 福岡医療秘書福祉専門学校 |
| 熊本     | 熊本保育医療スポーツ専門学校 |
| 大分     | 大原ビジネス公務員専門学校大分校 |
| 宮城     | 宮崎医療管理専門学校, 宮崎情報ビジネス専門学校 |
| 鹿児島   | 鹿児島キャリアデザイン専門学校 |

## 資格取得後の教育

### 生涯教育
診療情報管理士の継続的な教育のため、国際診療情報管理士教育(医療保健情報の管理・活用について国際標準に適合した知識・技量を身につけることを目的とする)、生涯教育研修会が実施されている。

### 診療情報管理士指導者
日本診療情報管理学会生涯教育委員会により、診療情報管理士の技能・資質の向上を図るための指導者を養成することを目的とし、2005年度より「診療情報管理士指導者」資格の認定が開始された。 2024年度までの診療情報管理士指導者の資格認定者は100名弱とされる。

## 診療情報管理士にかかわる著名人
・栗田静枝（日本診療録管理士協会初代会長）